# Liste der Gemeinden im Landkreis Deggendorf

Karte des Landkreises Deggendorf

Die Liste der Gemeinden im Landkreis Deggendorf gibt einen Überblick über die Verwaltungseinheiten des Landkreises. Es gibt 26 politische Gemeinden, von denen 15 eine eigene Verwaltung haben, und 4 Verwaltungsgemeinschaften.

## Legende
- Verwaltungseinheit: Name der Gemeinde und Angabe der Gemeindeart: Gemeinde (–), Markt (M), Stadt (St), Große Kreisstadt (GKSt) oder Name der Verwaltungsgemeinschaft. Einheitsgemeinden wie auch Verwaltungsgemeinschaften sind fett gedruckt
- Wappen: Wappen der Gemeinde
- GT: Gemeindeteile der Gemeinde. Der Wiki-Link ist mit der Gemeindegliederung der jeweiligen Gemeinde verknüpft.
- VG: Zeigt ggf. an, ob eine Gemeinde zu einer Verwaltungsgemeinschaft gehört
- Karte: Zeigt die Lage der Gemeinde im Landkreis
- Fläche: Fläche der Stadt beziehungsweise Gemeinde, angegeben in Quadratkilometer
- Einwohner: Zahl der Menschen die in der Gemeinde beziehungsweise Stadt leben (Stand: 31. Dezember 2023[1])
- EW-Dichte: Angegeben ist die Einwohnerdichte, gerechnet auf die Fläche der Verwaltungseinheit, angegeben in Einwohner pro km2 (Stand: 31. Dezember 2023[2])
- Statistik: Link zur kommunalen Statistik des Bayerischen Landesamts für Statistik
- Website: Website der der Gemeinde bzw. der Verwaltungsgemeinschaft

## Gemeinden
| Verwaltungseinheit                 | Wappen                               | GT  | VG         | Karte                                                               | Fläche in km²   | Einwohner      | Einwohner je km² | Statistik | Website |
| ---------------------------------- | ------------------------------------ | --- | ---------- | ------------------------------------------------------------------- | --------------- | -------------- | ---------------- | --------- | ------- |
| Landkreis Deggendorf               | Wappen des Landkreises Deggendorf    |     |            | Der Landkreis Deggendorf                                            | 861.14 (100 %)  | 123129 (100 %) | 143              | [ 3 ]     | [ 4 ]   |
| Verwaltungsgemeinschaft Lalling    |                                      |     | Lalling    | Lage der Verwaltungsgemeinschaft Lalling im Landkreis Deggendorf    | 93.96 (10.9 %)  | 5681 (4.6 %)   | 60               |           | [ 5 ]   |
| Verwaltungsgemeinschaft Moos       |                                      |     | Moos       | Lage der Verwaltungsgemeinschaft Moos im Landkreis Deggendorf       | 47.99 (5.6 %)   | 3334 (2.7 %)   | 69               |           | [ 6 ]   |
| Verwaltungsgemeinschaft Oberpöring |                                      |     | Oberpöring | Lage der Verwaltungsgemeinschaft Oberpöring im Landkreis Deggendorf | 68.58 (8 %)     | 4455 (3.6 %)   | 65               |           | [ 7 ]   |
| Verwaltungsgemeinschaft Schöllnach |                                      |     | Schöllnach | Lage der Verwaltungsgemeinschaft Schöllnach im Landkreis Deggendorf | 64.01 (7.4 %)   | 6495 (5.3 %)   | 101              |           |         |
| Aholming                           | Wappen der Gemeinde Aholming         | 14  |            | Lage der Gemeinde Aholming im Landkreis Deggendorf                  | 29.35 (3.4 %)   | 2383 (1.9 %)   | 81               | [ 8 ]     | [ 9 ]   |
| Auerbach                           | Wappen der Gemeinde Auerbach         | 45  |            | Lage der Gemeinde Auerbach im Landkreis Deggendorf                  | 24.07 (2.8 %)   | 2135 (1.7 %)   | 89               | [ 10 ]    | [ 11 ]  |
| Außernzell                         | Wappen der Gemeinde Außernzell       | 28  | Schöllnach | Lage der Gemeinde Außernzell im Landkreis Deggendorf                | 24.11 (2.8 %)   | 1544 (1.3 %)   | 64               | [ 12 ]    | [ 13 ]  |
| Bernried                           | Wappen der Gemeinde Bernried         | 96  |            | Lage der Gemeinde Bernried im Landkreis Deggendorf                  | 39.48 (4.6 %)   | 4763 (3.9 %)   | 121              | [ 14 ]    | [ 15 ]  |
| Buchhofen                          | Wappen der Gemeinde Buchhofen        | 6   | Moos       | Lage der Gemeinde Buchhofen im Landkreis Deggendorf                 | 15.74 (1.8 %)   | 959 (0.8 %)    | 61               | [ 16 ]    | [ 17 ]  |
| Deggendorf, GKSt                   | Wappen der Gemeinde Deggendorf       | 103 |            | Lage der Gemeinde Deggendorf im Landkreis Deggendorf                | 77.14 (9 %)     | 35757 (29 %)   | 464              | [ 18 ]    | [ 19 ]  |
| Grafling                           | Wappen der Gemeinde Grafling         | 37  |            | Lage der Gemeinde Grafling im Landkreis Deggendorf                  | 46.32 (5.4 %)   | 2790 (2.3 %)   | 60               | [ 20 ]    | [ 21 ]  |
| Grattersdorf                       | Wappen der Gemeinde Grattersdorf     | 36  | Lalling    | Lage der Gemeinde Grattersdorf im Landkreis Deggendorf              | 25.98 (3 %)     | 1350 (1.1 %)   | 52               | [ 22 ]    | [ 23 ]  |
| Hengersberg, M                     | Wappen der Gemeinde Hengersberg      | 67  |            | Lage der Gemeinde Hengersberg im Landkreis Deggendorf               | 45.81 (5.3 %)   | 7904 (6.4 %)   | 173              | [ 24 ]    | [ 25 ]  |
| Hunding                            | Wappen der Gemeinde Hunding          | 9   | Lalling    | Lage der Gemeinde Hunding im Landkreis Deggendorf                   | 14.67 (1.7 %)   | 1132 (0.9 %)   | 77               | [ 26 ]    | [ 27 ]  |
| Iggensbach                         | Wappen der Gemeinde Iggensbach       | 28  |            | Lage der Gemeinde Iggensbach im Landkreis Deggendorf                | 19.08 (2.2 %)   | 2235 (1.8 %)   | 117              | [ 28 ]    | [ 29 ]  |
| Künzing                            | Wappen der Gemeinde Künzing          | 30  |            | Lage der Gemeinde Künzing im Landkreis Deggendorf                   | 40.36 (4.7 %)   | 3200 (2.6 %)   | 79               | [ 30 ]    | [ 31 ]  |
| Lalling                            | Wappen der Gemeinde Lalling          | 18  | Lalling    | Lage der Gemeinde Lalling im Landkreis Deggendorf                   | 27.92 (3.2 %)   | 1652 (1.3 %)   | 59               | [ 32 ]    | [ 33 ]  |
| Metten, M                          | Wappen der Gemeinde Metten           | 21  |            | Lage der Gemeinde Metten im Landkreis Deggendorf                    | 11.95 (1.4 %)   | 4290 (3.5 %)   | 359              | [ 34 ]    | [ 35 ]  |
| Moos                               | Wappen der Gemeinde Moos             | 15  | Moos       | Lage der Gemeinde Moos im Landkreis Deggendorf                      | 32.25 (3.7 %)   | 2375 (1.9 %)   | 74               | [ 36 ]    | [ 37 ]  |
| Niederalteich                      | Wappen der Gemeinde Niederalteich    | 2   |            | Lage der Gemeinde Niederalteich im Landkreis Deggendorf             | 9.97 (1.2 %)    | 1773 (1.4 %)   | 178              | [ 38 ]    | [ 39 ]  |
| Oberpöring                         | Wappen der Gemeinde Oberpöring       | 6   | Oberpöring | Lage der Gemeinde Oberpöring im Landkreis Deggendorf                | 17.39 (2 %)     | 1194 (1 %)     | 69               | [ 40 ]    | [ 41 ]  |
| Offenberg                          | Wappen der Gemeinde Offenberg        | 39  |            | Lage der Gemeinde Offenberg im Landkreis Deggendorf                 | 23.76 (2.8 %)   | 3392 (2.8 %)   | 143              | [ 42 ]    | [ 43 ]  |
| Osterhofen, St                     | Wappen der Gemeinde Osterhofen       | 66  |            | Lage der Gemeinde Osterhofen im Landkreis Deggendorf                | 111.16 (12.9 %) | 12237 (9.9 %)  | 110              | [ 44 ]    | [ 45 ]  |
| Otzing                             | Wappen der Gemeinde Otzing           | 8   | Oberpöring | Lage der Gemeinde Otzing im Landkreis Deggendorf                    | 30.43 (3.5 %)   | 1969 (1.6 %)   | 65               | [ 46 ]    | [ 47 ]  |
| Plattling, St                      | Wappen der Gemeinde Plattling        | 13  |            | Lage der Gemeinde Plattling im Landkreis Deggendorf                 | 35.9 (4.2 %)    | 13270 (10.8 %) | 370              | [ 48 ]    | [ 49 ]  |
| Schaufling                         | Wappen der Gemeinde Schaufling       | 26  | Lalling    | Lage der Gemeinde Schaufling im Landkreis Deggendorf                | 25.39 (2.9 %)   | 1547 (1.3 %)   | 61               | [ 50 ]    | [ 51 ]  |
| Schöllnach, M                      | Wappen der Gemeinde Schöllnach       | 61  | Schöllnach | Lage der Gemeinde Schöllnach im Landkreis Deggendorf                | 39.9 (4.6 %)    | 4951 (4 %)     | 124              | [ 52 ]    | [ 53 ]  |
| Stephansposching                   | Wappen der Gemeinde Stephansposching | 20  |            | Lage der Gemeinde Stephansposching im Landkreis Deggendorf          | 44.64 (5.2 %)   | 3203 (2.6 %)   | 72               | [ 54 ]    | [ 55 ]  |
| Wallerfing                         | Wappen der Gemeinde Wallerfing       | 18  | Oberpöring | Lage der Gemeinde Wallerfing im Landkreis Deggendorf                | 20.76 (2.4 %)   | 1292 (1 %)     | 62               | [ 56 ]    | [ 57 ]  |
| Winzer, M                          | Wappen der Gemeinde Winzer           | 39  |            | Lage der Gemeinde Winzer im Landkreis Deggendorf                    | 27.61 (3.2 %)   | 3832 (3.1 %)   | 139              | [ 58 ]    | [ 59 ]  |